# 포항 보경사 탱자나무
포항 보경사 탱자나무(포항 寶鏡寺 탱자나무)는 대한민국 경상북도 포항시 북구 송라면, 보경사에 있는 탱자나무이다. 1974년 12월 10일 경상북도의 기념물 제11호로 지정되었다.

## 현지 안내문
탱자나무는 주로 영·호남지방에 분포하며 일본·중국에서도 자란다. 우리나라와 일본의 나무는 중국에서 전래된 것으로 추측되고 있다. 열매와 껍질은 약재로 사용되며 줄기에 가시가 나 있어 과수원 울타리용으로 적합하다.
보경사의 탱자나무는 보경사 경내 천왕문 우측 동편 종무소를 사이에 두고 두 그루가 마주보고 있다. 대웅전 쪽의 나무는 지상 160㎝ 위치에서 두 갈래로 갈라져 원형으로 왕성하게 자라고 있으며, 맞은편의 나무는 지상 40㎝ 위치에서 두 갈래로 나뉘어 자라고 있다.
그러나 경내 2그루의 탱자나무 중 태풍 ‘나비’로 고사한 동쪽 탱자나무는 문화재적 가치를 상실하였으므로 2006.01.08. 기념물에서 해제하고 서쪽의 탱자나무의 종자로써 후계목을 이어나가고 있다.
이 나무는 탱자나무로는 보기 드물게 오래된 것으로 기념물로 지정되어 보호하고 있다.

## 일부 해제
보경사 경내 2그루의 탱자나무 중 태풍 “나비”로 고사한 동쪽 탱자나무는 문화재적 가치를 상실하였으므로 기념물에서 해제하고, 서쪽 탱자나무의 종자로서 후계목을 이어가고 있다.

## 참고 문헌
- 이 문서에는 다음커뮤니케이션(현 카카오)에서 GFDL 또는 CC-SA 라이선스로 배포한 글로벌 세계대백과사전의 "《보경사의탱자나무》" 항목을 기초로 작성된 글이 포함되어 있습니다.

## 같이 보기
- 탱자나무
- 보경사
- 포항 보경사 대웅전 - 경상북도 유형문화재 제461호

## 참고 자료
- 포항 보경사 탱자나무 - 국가유산청 국가유산포털